# Thongsing Thammavong
Thongsing Thammavong (ur. 12 kwietnia 1944 w prowincji Houaphan) – laotański polityk, burmistrz Wientianu od 2002 do 2006, przewodniczący Zgromadzenia Narodowego w latach 2006-2010, premier Laosu od 23 grudnia 2010 do 20 kwietnia 2016. 

## Życiorys
Thongsing Thammavong urodził się w 1944 w prowincji Houaphan. Ukończył studia z dziedziny zarządzania i nauk politycznych. W 1959 wstąpił do ruchu Pathet Lao. W późniejszym czasie został członkiem Laotańskiej Partii Ludowo-Rewolucyjnej. W latach 1963–1979 pracował jako nauczyciel, a następnie wicedyrektor szkoły w Xamneua i szef Biura Edukacji w dystrykcie Xiengkhor, a także dyrektor szkoły średniej w Sobxai i Nakhao w dystrykcie Viangxay. Był również zastępcą dyrektora generalnego Departamentu Kadr oraz Departamentu Szkoleń w Ministerstwie Edukacji. 
W latach 1982–1988 pełnił funkcję przewodniczącego Komitetu ds. Prasy, Gazet i Radia oraz wicedyrektora ds. propagandy w Ministerstwie Kultury. Na początku lat 90. wszedł w skład Biura Politycznego Laotańskiej Partii Ludowo-Rewolucyjnej. Od 2002 do 2006 zajmował stanowisko burmistrza Wientianu. 8 czerwca 2006 został wybrany przewodniczącym Zgromadzenia Narodowego. 
23 grudnia 2010 objął urząd premiera Laosu po rezygnacji ze stanowiska przez Bouasone'a Bouphavanha, który oficjalnie ustąpił z "przyczyn rodzinnych". Jego kandydatura została tego samego dnia jednogłośnie zaakceptowana przez wszystkich 101 członków parlamentu.